# V1405 Cygni
V482 Cygni är en eruptiv variabel av RCB-typ (RCB) i stjärnbilden Svanen. 
Stjärnan har magnitud +15,5 och når i förmörkelsefasen ner till +17,9. 